# Kanuru
Kanuru är en ort i Indien.   Den ligger i distriktet Krishna och delstaten Andhra Pradesh, i den södra delen av landet, 1 400 km söder om huvudstaden New Delhi. Kanuru ligger 6 meter över havet och antalet invånare är 43 696.
Terrängen runt Kanuru är mycket platt. Havet är nära Kanuru åt sydost.  Närmaste större samhälle är Machilipatnam, 16,5 km sydväst om Kanuru. 